# Substituição nucleofílica acílica
A substituição nucleofílica de acila descreve uma classe de reações de substituição envolvendo nucleófilos e compostos acila. Nesse tipo de reação, um nucleófilo - como álcool, amina ou enolato - desloca o grupo de saída de um derivado acil - como um halogeneto de ácido, anidrido ou éster. O produto resultante é um composto contendo carbonil no qual o nucleófilo substituiu o grupo de saída presente no derivado acil original. Como os derivados acila reagem com uma grande variedade de nucleófilos e porque o produto pode depender do tipo particular de derivado acila e nucleófilo envolvido, as reações de substituição nucleofílica de acila podem ser usadas para sintetizar uma variedade de produtos diferentes.

## Mecanismo de reação
Os compostos carbonílicos reagem com os nucleófilos através de um mecanismo de adição: o nucleófilo ataca o carbono carbonílico, formando um intermediário tetraédrico. Essa reação pode ser acelerada por condições ácidas, que tornam o carbonil mais eletrofílico, ou condições básicas, que fornecem um nucleófilo mais aniônico e, portanto, mais reativo. O próprio intermediário tetraédrico pode ser um álcool ou alcóxido, dependendo do pH da reação.
O intermediário tetraédrico de um composto acil contém um substituinte ligado ao carbono central que pode atuar como um grupo de saída. Após as formas intermediárias tetraédricas, ele entra em colapso, recriando a ligação C = O da carbonila e ejetando o grupo de saída em uma reação de eliminação. Como resultado deste processo de adição / eliminação em duas etapas, o nucleófilo substitui o grupo de saída no composto carbonil por meio de um estado intermediário que não contém um carbonil. Ambas as etapas são reversíveis e, como resultado, as reações de substituição nucleofílica de acila são processos de equilíbrio. Como o equilíbrio favorecerá o produto que contém o melhor nucleófilo, o grupo de saída deve ser um nucleófilo comparativamente ruim para que um reação para ser prático.

### Condições ácidas
Sob condições ácidas, o grupo carbonil do composto acil 1 é protonado, o que o ativa no ataque nucleofílico. No segundo passo, o carbonil 2 protonado é atacado por um nucleófilo (H-Z) para dar o intermediário tetraédrico 3. A transferência de prótons do nucleófilo (Z) para o grupo de saída (X) produz 4, que depois cai para ejetar o protonado grupo de saída (H-X), originando o composto carbonil protonado 5. A perda de um próton fornece o produto de substituição, 6. Como o último passo envolve a perda de um próton, as reações de substituição nucleofílica de acila são consideradas catalíticas no ácido. Observe também que, em condições ácidas, um nucleófilo normalmente existe em sua forma protonada (ou seja, H-Z em vez de Z-).

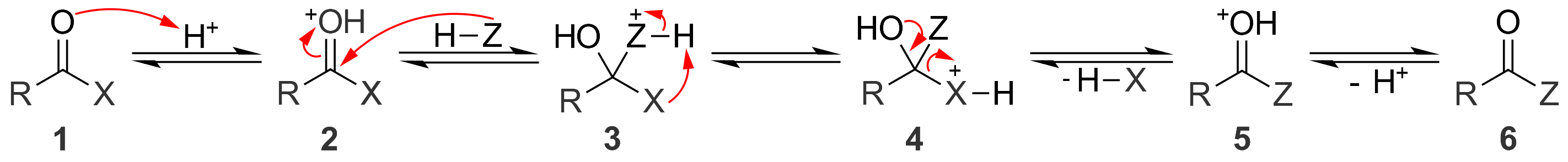

### Condições básicas
Sob condições básicas, um nucleófilo (Nuc) ataca o grupo carbonil do composto acil 1 para dar o intermediário 2. do alcóxido tetraédrico 2. O intermediário entra em colapso e expele o grupo de saída (X) para fornecer o produto de substituição 3. Enquanto as reações de substituição nucleofílica de acil podem ser catalisada por bases, a reação não ocorrerá se o grupo de saída for uma base mais fraca que o nucleófilo (isto é, o grupo de saída deve ter um pKa maior que o nucleófilo). Ao contrário dos processos catalisados por ácidos, tanto o nucleófilo quanto o grupo de saída existem como ânions sob condições básicas.

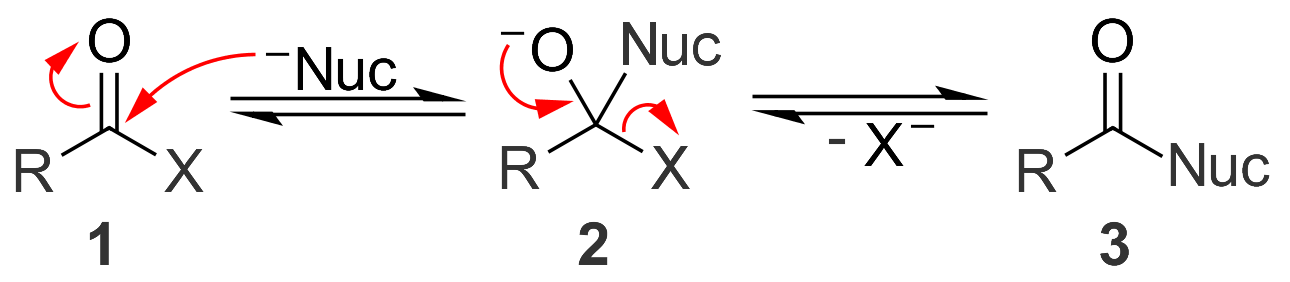

Esse mecanismo é suportado por experimentos de marcação de isótopos. Quando o propionato de etila com um grupo etoxi marcado com oxigênio 18 é tratado com hidróxido de sódio (NaOH), o rótulo de oxigênio 18 fica completamente ausente do ácido propiônico e é encontrado exclusivamente no etanol.

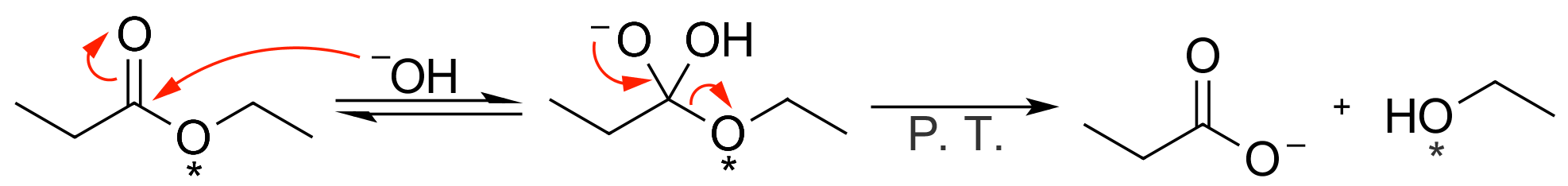

### Tendências de reatividade
Existem cinco tipos principais de derivados acil. Os halogenetos ácidos são os mais reativos aos nucleófilos, seguidos pelos anidridos, ésteres e amidas. Os íons carboxilato são essencialmente não reativos para a substituição nucleofílica, uma vez que não possuem grupo de saída. A reatividade dessas cinco classes de compostos abrange uma ampla gama; as taxas de reação relativa de cloretos e amidas ácidas diferem por um fator de 1013.
Os cloretos de ácido são mais reativos aos nucleófilos, seguidos pelos anidridos, ésteres, amidas e ânions carboxilato.

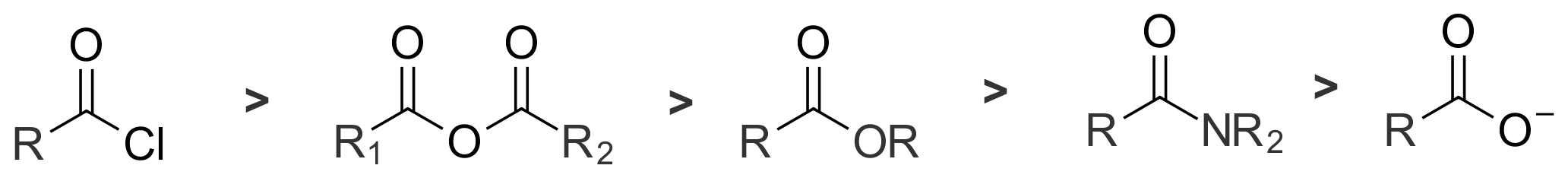

Um fator importante na determinação da reatividade dos derivados acil é a abandono da capacidade do grupo, que está relacionada à acidez. Bases fracas são melhores grupos de saída do que bases fortes; uma espécie com um ácido conjugado forte (por exemplo, ácido clorídrico) será um grupo de saída melhor do que uma espécie com um ácido conjugado fraco (por exemplo, ácido acético). Assim, o íon cloreto é um grupo de saída melhor que o íon acetato. A reatividade dos compostos acila em relação aos nucleófilos diminui à medida que a basicidade do grupo de saída aumenta, como mostra a tabela.

| Composto           | Estrutura | Grupo de saída | pKa do ácido conjugado |
| ------------------ | --------- | -------------- | ---------------------- |
| Cloreto de acetila |           |                | −7                     |
| Anidrido acético   |           |                | 4,76                   |
| Acetato de etila   |           |                | 15,9                   |
| Acetamida          |           |                | 38                     |
| Ânion acetato      |           | N/A            | N/A                    |

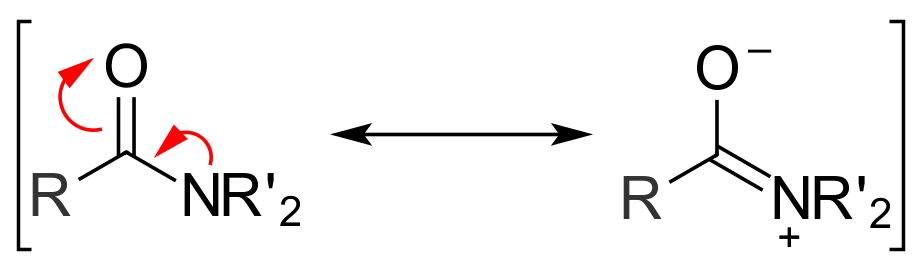

Outro fator que desempenha um papel na determinação da reatividade dos compostos acila é a ressonância. As amidas exibem duas formas principais de ressonância. Ambos são os principais contribuintes para a estrutura geral, tanto que a ligação amida entre o carbono carbonil e o nitrogênio amida tem um caráter significativo de ligação dupla. A barreira de energia para rotação em torno de uma ligação amida é de 75 a 85 kJ / mol (18 a 20 kcal / mol), muito maior que os valores observados para ligações simples normais. Por exemplo, a ligação C-C em etano possui uma barreira energética de apenas 12 kJ / mol (3 kcal / mol). Uma vez que um nucleófilo ataca e um intermediário tetraédrico é formado, o efeito de ressonância energeticamente favorável é perdido. Isso ajuda a explicar por que as amidas são um dos derivados acil menos reativos. 
Os ésteres exibem menos estabilização de ressonância que as amidas; portanto, a formação de um intermediário tetraédrico e a subsequente perda de ressonância não são tão desfavoráveis em termos energéticos. Os anidridos sofrem estabilização de ressonância ainda mais fraca, uma vez que a ressonância é dividida entre dois grupos carbonila e são mais reativos que os ésteres e amidas. Nos halogenetos ácidos, há muito pouca ressonância; portanto, a penalidade energética para formar um intermediário tetraédrico é pequena. Isso ajuda a explicar por que os halogenetos ácidos são os derivados acil mais reativos.

## Reações de derivados acil
Muitas reações de substituição nucleofílica de acil envolvem a conversão de um derivado acil em outro. Em geral, as conversões entre derivados acil devem passar de um composto relativamente reativo para um menos reativo para serem práticos; um cloreto de ácido pode ser facilmente convertido em um éster, mas a conversão de um éster diretamente em um cloreto de ácido é essencialmente impossível. Ao converter entre derivados de acila, o produto sempre será mais estável que o composto de partida.
Também são possíveis reações de substituição nucleofílica de acila que não envolvem interconversão entre derivados de acila. Por exemplo, amidas e ácidos carboxílicos reagem com os reagentes de Grignard para produzir cetonas. Uma visão geral das reações nas quais cada tipo de derivado acil pode participar é apresentada aqui.

### Halogenetos ácidos
Os halogenetos ácidos são os derivados acílicos mais reativos e podem ser facilmente convertidos em qualquer um dos outros. Os halogenetos ácidos reagem com os ácidos carboxílicos para formar anidridos. Se a estrutura do ácido e do cloreto de ácido forem diferentes, o produto é um anidrido misto. Primeiro, o ácido carboxílico ataca o cloreto de ácido (1) para fornecer o intermediário tetraédrico 2. O intermediário tetraédrico entra em colapso, ejetando o íon cloreto como grupo de saída e formando espécies de oxônio 3. A desprotonação fornece o anidrido misto, 4 e um equivalente de HCl.

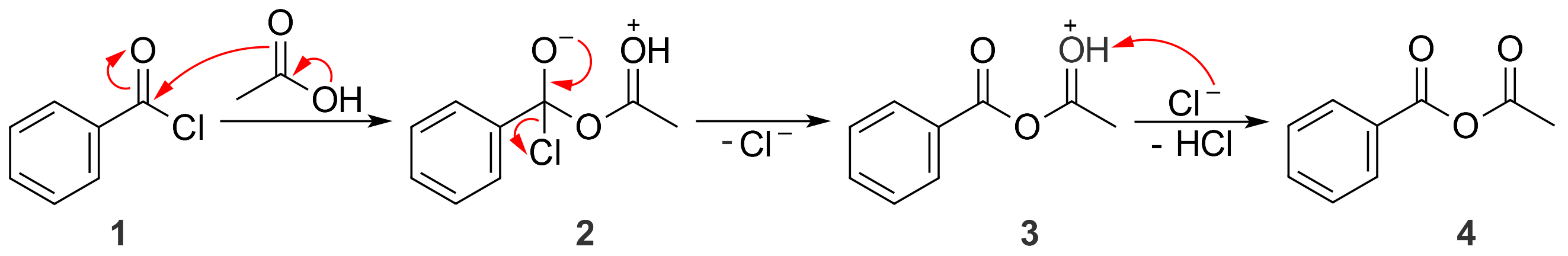

Álcoois e aminas reagem com halogenetos ácidos para produzir ésteres e amidas, respectivamente, em uma reação formalmente conhecida como reação de Schotten-Baumann.  Os halogenetos ácidos hidrolisam na presença de água para produzir ácidos carboxílicos, mas esse tipo de reação raramente é útil, uma vez que os ácidos carboxílicos são tipicamente usados para sintetizar halogenetos ácidos. A maioria das reações com os halogenetos ácidos é realizada na presença de uma base não nucleofílica, como a piridina, para neutralizar o ácido H-X que é formado como subproduto.
Os halogenetos ácidos reagem com nucleófilos de carbono, como reagentes de Grignard e enolatos, embora possam resultar misturas de produtos. Enquanto um nucleófilo de carbono reagirá primeiro com o halogeneto de ácido para produzir uma cetona, a cetona também é suscetível ao ataque nucleofílico e pode ser convertida em álcool terciário. Por exemplo, quando o cloreto de benzoílo (1) é tratado com dois equivalentes de um reagente de Grignard, como o brometo de metilmagnésio (MeMgBr), o 2-fenil-2-propanol (3) é obtido com excelente rendimento. Embora a acetofenona (2) seja um intermediário nessa reação, é impossível isolar-se porque reage rapidamente com um segundo equivalente de MeMgBr após a formação. [6]

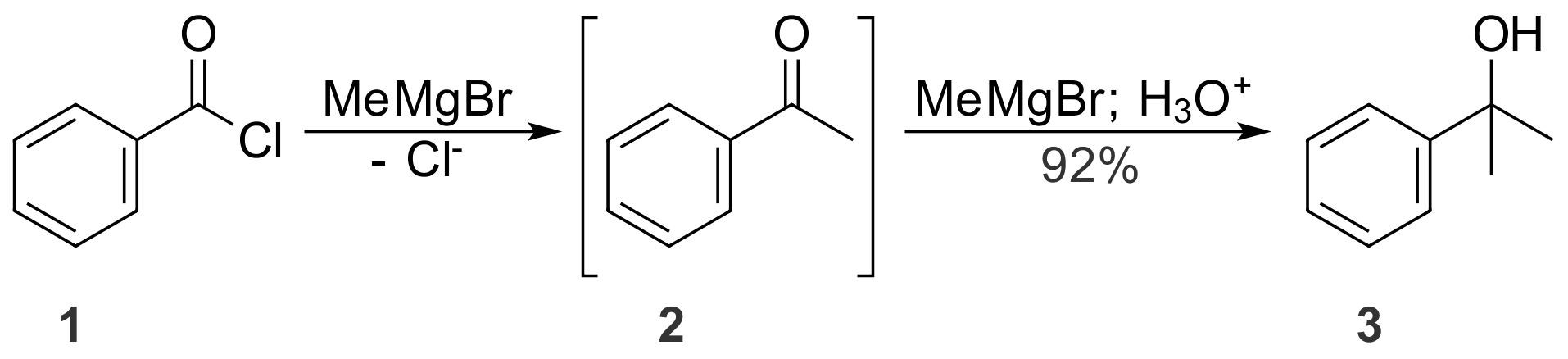

Ao contrário da maioria dos outros nucleófilos de carbono, os dialquilcupratos de lítio - geralmente chamados de reagentes Gilman - podem adicionar halogenetos ácidos apenas uma vez para obter cetonas. Entretanto, a reação entre um halogeneto de ácido e um reagente de Gilman não é uma reação de substituição nucleofílica de acila, e acredita-se que ela prossiga por uma via radical. A síntese de cetona de Weinreb também pode ser usada para converter haletos de ácido em cetonas. Nesta reação, o halogeneto de ácido é primeiro convertido em uma N-metoxi-N-metilamida, conhecida como amida de Weinreb. Quando um nucleófilo de carbono - como um reagente de Grignard ou organolítio - se adiciona a uma amida de Weinreb, o metal é quelatado pelos carbonil e N-metoxi-oxigênio, impedindo adições nucleofílicas adicionais.
Na acilação de Friedel-Crafts, os halogenetos ácidos atuam como eletrófilos para a substituição aromática eletrofílica. Um ácido de Lewis - como cloreto de zinco (ZnCl2), cloreto de ferro (III) (FeCl3) ou cloreto de alumínio (AlCl3) - coordena o halogênio no halogeneto de ácido, ativando o composto no ataque nucleofílico de um anel aromático ativado. Para anéis aromáticos especialmente ricos em elétrons, a reação continuará sem um ácido de Lewis.

### Tioésteres
A química dos tioésteres e dos halogenetos ácidos é semelhante, sendo a reatividade uma reminiscência, mas mais suave, do que os cloretos ácidos.

### Anidridos
A química dos halogenetos e anidridos ácidos é semelhante. Embora os anidridos não possam ser convertidos em halogenetos ácidos, eles podem ser convertidos nos restantes derivados acil. Os anidridos também participam de reações do tipo Schotten – Baumann para fornecer ésteres e amidas de álcoois e aminas, e a água pode hidrolisar os anidridos em seus ácidos correspondentes. Assim como os haletos de ácido, os anidridos também podem reagir com nucleófilos de carbono para fornecer cetonas e / ou álcoois terciários e podem participar tanto na acilação de Friedel-Crafts quanto na síntese de cetonas de Weinreb. Ao contrário dos halogenetos ácidos, no entanto, os anidridos não reagem com os reagentes de Gilman. 
A reatividade dos anidridos pode ser aumentada usando uma quantidade catalítica de N, N-dimetilaminopiridina ou DMAP. A piridina também pode ser usada para essa finalidade e atua por meio de um mecanismo semelhante.

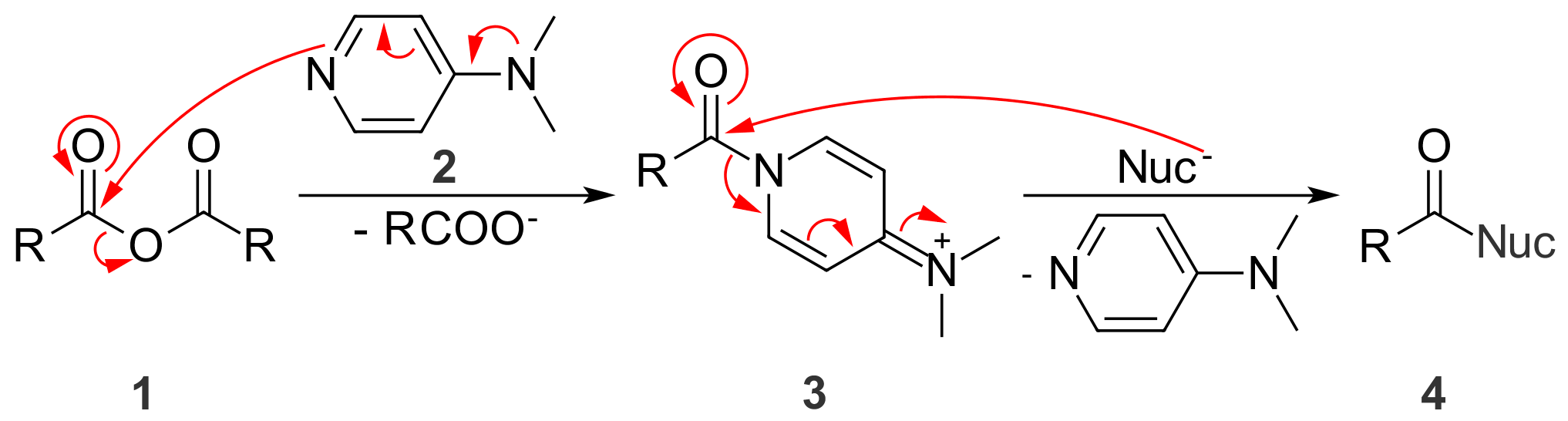

Primeiro, o DMAP (2) ataca o anidrido (1) para formar um intermediário tetraédrico, que entra em colapso para eliminar um íon carboxilato para originar a amida 3. Essa amida intermediária é mais ativada para o ataque nucleofílico do que o anidrido original, porque a dimetilaminopiridina é uma saída melhor grupo que um carboxilato. No conjunto final de etapas, um nucleófilo (Nuc) ataca 3 para dar outro intermediário tetraédrico. Quando esse intermediário entra em colapso para dar o produto 4, o grupo piridina é eliminado e sua aromaticidade é restaurada - uma força motriz poderosa, e a razão pela qual o composto piridina é um grupo de saída melhor do que um íon carboxilato.

### Ésteres
Os ésteres são menos reativos que os halogenetos e anidridos ácidos. Assim como ocorre com os derivados acil mais reativos, eles podem reagir com amônia e aminas primárias e secundárias para fornecer amidas, embora esse tipo de reação não seja frequentemente usado, uma vez que os halogenetos ácidos proporcionam melhores rendimentos. Os ésteres podem ser convertidos em outros ésteres em um processo conhecido como transesterificação. A transesterificação pode ser catalisada por ácidos ou bases e envolve a reação de um éster com um álcool. Infelizmente, como o grupo que sai também é um álcool, as reações direta e reversa geralmente ocorrem a taxas semelhantes. O uso de um grande excesso de álcool reagente ou a remoção do álcool do grupo que sai (por exemplo, por destilação) conduzirão a reação direta à conclusão, de acordo com o princípio de Le Chatelier.
A hidrólise de ésteres catalisada por ácido também é um processo de equilíbrio - essencialmente o inverso da reação de esterificação de Fischer. Como um álcool (que atua como grupo de saída) e a água (que atua como nucleófilo) têm valores de pKa semelhantes, as reações direta e reversa competem entre si. Como na transesterificação, o uso de um grande excesso de reagente (água) ou a remoção de um dos produtos (o álcool) pode promover a reação direta.

A hidrólise básica dos ésteres, conhecida como saponificação, não é um processo de equilíbrio; um equivalente completo de base é consumido na reação, que produz um equivalente de álcool e um equivalente de um sal de carboxilato. A saponificação de ésteres de ácidos graxos é um processo industrialmente importante, usado na produção de sabão.
Os ésteres podem sofrer uma variedade de reações com nucleófilos de carbono. Tal como acontece com os halogenetos ácidos e os anidridos, eles reagem com um excesso de reagente de Grignard para dar álcoois terciários. Ésteres também reagem prontamente com enolatos. Na condensação de Claisen, um enolato de um éster (1) atacará o grupo carbonil de outro éster (2) para fornecer o intermediário tetraédrico 3. O intermediário entra em colapso, forçando um alcóxido (R'O-) e produzindo o β-ceto éster 4)

Também são possíveis condensações cruzadas de Claisen, nas quais o enolato e o nucleófilo são diferentes ésteres. Uma condensação intramolecular de Claisen é chamada de condensação de Dieckmann ou ciclização de Dieckmann, pois pode ser usada para formar anéis. Os ésteres também podem sofrer condensações com enolatos de cetona e aldeído para obter compostos de β-dicarbonil. [10] Um exemplo específico disso é o rearranjo de Baker-Venkataraman, no qual uma orto-aciloxi-cetona aromática passa por uma substituição intramolecular de acila nucleofílica e rearranjo subsequente para formar uma β-dicetona aromática. O rearranjo de Chan é outro exemplo de um rearranjo resultante de uma reação de substituição de acila nucleofílica intramolecular.

### Amidas
Devido à sua baixa reatividade, as amidas não participam em quase tantas reações de substituição nucleofílica quanto outros derivados de acil. As amidas são estáveis à água e são aproximadamente 100 vezes mais estáveis à hidrólise do que os ésteres.  As amidas podem, no entanto, ser hidrolisadas em ácidos carboxílicos na presença de ácido ou base. A estabilidade das ligações amidas tem implicações biológicas, uma vez que os aminoácidos que compõem as proteínas estão ligados às ligações amidas. As ligações amidas são resistentes o suficiente à hidrólise para manter a estrutura da proteína em ambientes aquosos, mas são suscetíveis o suficiente para poderem ser quebradas quando necessário.
As amidas primárias e secundárias não reagem favoravelmente com nucleófilos de carbono. Os reagentes de Grignard e os organolítio agem como bases e não como nucleófilos, e simplesmente desprotonam a amida. As amidas terciárias não apresentam esse problema e reagem com nucleófilos de carbono para obter cetonas; o ânion amida (NR2−) é uma base muito forte e, portanto, um grupo de saída muito pobre; portanto, o ataque nucleofílico ocorre apenas uma vez. Quando reagida com nucleófilos de carbono, a N, N-dimetilformamida (DMF) pode ser usada para introduzir um grupo formil. 

Aqui, o fenil-lítio 1 ataca o grupo carbonil da DMF 2, fornecendo o intermediário tetraédrico 3. Como o ânion dimetilamida é um grupo de saída pobre, o intermediário não entra em colapso e não ocorre outra adição nucleofílica. Após o tratamento ácido, o alcóxido é protonado para dar 4, depois a amina é protonada para dar 5. A eliminação de uma molécula neutra de dimetilamina e a perda de um próton dão benzaldeído, 6.

### Ácidos carboxílicos
Os ácidos carboxílicos não são especialmente reativos à substituição nucleofílica, embora possam ser convertidos em outros derivados acil. A conversão de um ácido carboxílico em uma amida é possível, mas não direta. Em vez de atuar como um nucleófilo, uma amina reagirá como base na presença de um ácido carboxílico para dar o sal de carboxilato de amônio. O aquecimento do sal acima de 100 ° C retira a água e leva à formação da amida. Esse método de sintetizar amidas é industrialmente importante e tem aplicações de laboratório também. [13] Na presença de um forte catalisador ácido, os ácidos carboxílicos podem condensar para formar anidridos ácidos. A condensação produz água, no entanto, que pode hidrolisar o anidrido de volta aos ácidos carboxílicos de partida. Assim, a formação do anidrido via condensação é um processo de equilíbrio.
Sob condições catalisadas por ácidos, os ácidos carboxílicos reagirão com os álcoois para formar ésteres através da reação de esterificação de Fischer, que também é um processo de equilíbrio. Alternativamente, o diazometano pode ser usado para converter um ácido em um éster. Enquanto as reações de esterificação com diazometano geralmente fornecem rendimentos quantitativos, o diazometano é útil apenas para formar ésteres metílicos.
O cloreto de tionil pode ser usado para converter ácidos carboxílicos nos seus cloretos de acila correspondentes. Primeiro, o ácido carboxílico 1 ataca o cloreto de tionil e as folhas do íon cloreto. O íon oxônio 2 resultante é ativado no ataque nucleofílico e possui um bom grupo de saída, diferenciando-o de um ácido carboxílico normal. No próximo passo, 2 é atacado pelo íon cloreto para dar o intermediário tetraédrico 3, um clorossulfito. O intermediário tetraédrico entra em colapso com a perda de dióxido de enxofre e íon cloreto, originando cloreto de acila protonado 4. O íon cloreto pode remover o próton do grupo carbonil, originando o cloreto de acila 5 com perda de HCl.

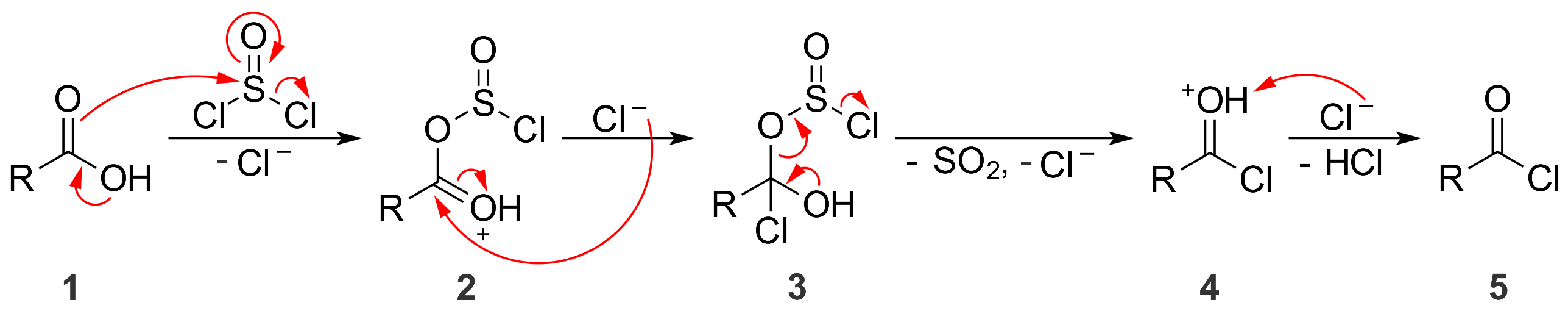

O cloreto de fósforo (III) (PCl3) e o cloreto de fósforo (V) (PCl5) também converterão ácidos carboxílicos em cloretos ácidos, por um mecanismo semelhante. Um equivalente de PCl3 pode reagir com três equivalentes de ácido, produzindo um equivalente de H3PO3, ou ácido de fósforo, além do cloreto de ácido desejado. O PCl5 reage com ácidos carboxílicos na proporção de 1: 1 e produz oxicloreto de fósforo (V) (POCl3) e cloreto de hidrogênio (HCl) como subprodutos.
Os ácidos carboxílicos reagem com reagentes de Grignard e organolithiums para formar cetonas. O primeiro equivalente de nucleófilo atua como base e desprotona o ácido. Um segundo equivalente atacará o grupo carbonil para criar um dianião de alcóxido geminal, que é protonado durante o processamento para fornecer o hidrato de uma cetona. Como a maioria dos hidratos de cetona é instável em relação às cetonas correspondentes, o equilíbrio entre os dois é fortemente alterado em favor da cetona. Por exemplo, a constante de equilíbrio para a formação de hidrato de acetona a partir de acetona é de apenas 0,002. O grupo carboxílico é o mais ácido em compostos orgânicos.